# Kojetín (stacja kolejowa)
Kojetín – stacja kolejowa w Kojetínie, w kraju ołomunieckim, w Czechach. Jest ważnym węzłem kolejowym. Znajduje się na wysokości 195 m n.p.m.
Jest zarządzana przez Správę železnic i obsługiwana pociągimi ČD. Na stacji znajdują się kasy biletowe, na których istnieje możliwość zakupu biletów na wszystkie pociągi w tym międzynarodowe oraz rezerwacji miejsc.

## Linie kolejowe
- 300 Brno - Přerov
- 303 Kojetín - Valašské Meziříčí
- 334 Kojetín - Tovačov